# Aetigkofen
Aetigkofen, selten auch Ätigkofen geschrieben, ist ein Dorf in der Gemeinde Buchegg im Schweizer Kanton Solothurn.
Bis zum 31. Dezember 2013 war Aetigkofen eine eigenständige Einwohnergemeinde. Am 1. Januar 2014 fusionierte Aetigkofen mit den damaligen Gemeinden Aetingen, Bibern, Brügglen, Gossliwil, Hessigkofen, Küttigkofen, Kyburg-Buchegg, Mühledorf und Tscheppach zur neuen Gemeinde Buchegg.

## Geographie

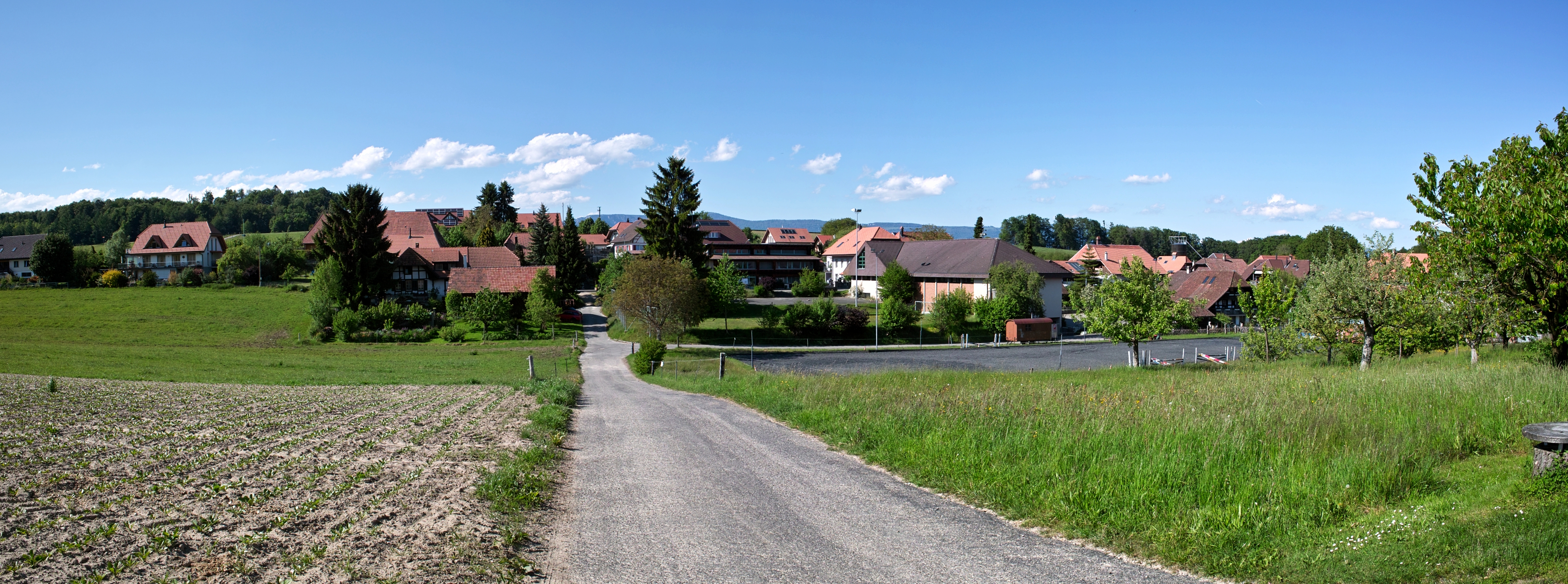
Panorama-Ansicht von Aetigkofen, 2014

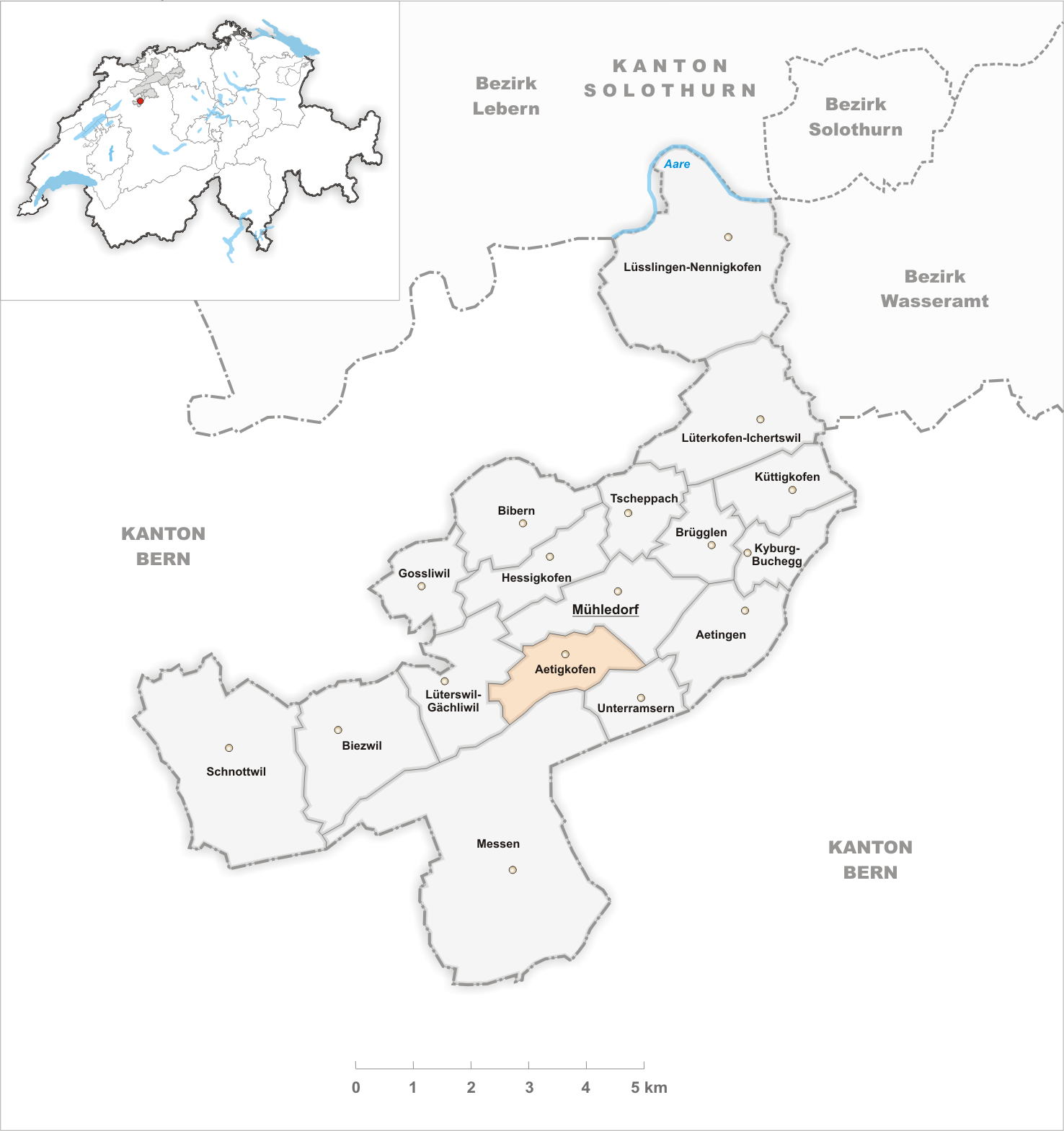
Gemeindestand vor der Fusion am 1. Januar 2014

Aetigkofen liegt auf 610 m ü. M., 10 km südsüdwestlich des Kantonshauptortes Solothurn (Luftlinie). Das Haufendorf erstreckt sich in einer Geländemulde am Beginn des Mühletals, auf dem Bucheggberg, im Solothurner Mittelland.
Die Fläche des 2,0 km² grossen Gemeindegebiets umfasst einen Abschnitt der Molassehöhen des Bucheggberges. Den zentralen Teil des Gebietes bildet die Mulde von Aetigkofen, die sich nach Nordosten allmählich zum Mühletal absenkt. Diese Hochmulde ist umgeben von den Waldhöhen Schöniberg (mit 654 m ü. M. die höchste Erhebung von Aetigkofen) im Westen, Usserwald (bis 645 m ü. M.) im Nordwesten, Berg (653 m ü. M.) im Osten und Eggholz (646 m ü. M.) im Süden. Südlich von Berg und Eggholz fällt der Hang steil zum Limpachtal ab, allerdings gehört nur der oberste Abschnitt des Waldhangs zur Gemeinde. Nach Westen erstreckt sich der Gemeindeboden bis in das Quellgebiet des Rütibachs. Von der Gemeindefläche entfielen 1997 6 % auf Siedlungen, 35 % auf Wald und Gehölze und 59 % auf Landwirtschaft.
Zu Aetigkofen gehören einige Einzelhöfe.

## Bevölkerung
Mit 177 Einwohnern (Stand 31. Dezember 2013) gehörte Aetigkofen zu den kleinsten Gemeinden des Kantons Solothurn. Von den Bewohnern sind 97,8 % deutschsprachig und 2,2 % sprechen Französisch (Stand 2000). Die Bevölkerungszahl von Aetigkofen belief sich 1850 auf 189 Einwohner, 1900 auf 150 Einwohner. Im Verlauf des 20. Jahrhunderts pendelte die Bevölkerungszahl im Bereich zwischen 130 und 160 Einwohnern. Seit etwa 1990 (151 Einwohner) wurde insgesamt ein leichtes Bevölkerungswachstum verzeichnet.

## Wirtschaft
Aetigkofen war bis in die zweite Hälfte des 20. Jahrhunderts ein vorwiegend durch die Landwirtschaft geprägtes Dorf. Noch heute haben der Ackerbau und der Obstbau sowie die Viehzucht einen wichtigen Stellenwert in der Erwerbsstruktur der Bevölkerung. Weitere Arbeitsplätze sind im lokalen Kleingewerbe und im Dienstleistungssektor vorhanden, unter anderem in Betrieben des Bau- und Transportgewerbes. Seit 1975 verfügt Aetigkofen über eine Mehrzweckhalle. In den letzten Jahrzehnten hat sich das Dorf auch zu einer Wohngemeinde entwickelt. Viele Erwerbstätige sind deshalb Wegpendler, die hauptsächlich in den Regionen Solothurn und Bern arbeiten.

## Verkehr
Die Gemeinde liegt abseits der grösseren Durchgangsstrassen an einer Verbindungsstrasse von Mühledorf nach Schnottwil. Durch einen Postautokurs, welcher die Strecke vom Bahnhof Lohn-Lüterkofen nach Messen bedient, sowie durch den Rufbus Bucheggberg ist Aetigkofen an das Netz des öffentlichen Verkehrs angeschlossen.

## Geschichte
Das Gemeindegebiet von Aetigkofen war schon sehr früh besiedelt, was durch Funde von römischen Spuren auf dem Schöniberg und eines vermutlich keltischen Siedlungsplatzes auf der Egg nachgewiesen werden konnte.
Die erste urkundliche Erwähnung des Ortes erfolgte 1034 unter dem Namen Etikhouen, was wohl bei den Höfen der Leute des Abtad bedeutet. Jüngere Schreibvarianten sind Eptenchen (1276), Eptikoven (1325) und Ettikofen (1461). Der Ortsname geht auf den althochdeutschen Personennamen Aptad zurück. Mit dem Suffix -igkofen bedeutet er so viel wie «bei den Höfen der Leute des Aptad», wobei so genannte Aussiedlerhöfe gemeint sind.
Im Mittelalter gehörte Aetigkofen zur Herrschaft Buchegg, die Teil der Landgrafschaft Burgund war, 1391 von Solothurn erworben und zur Vogtei Bucheggberg umgewandelt wurde. Bis 1798 lag die hohe Gerichtsbarkeit beim bernischen Landgericht Zollikofen, während Solothurn mit dem Gerichtsort Aetingen die niedere Gerichtsbarkeit ausübte. Nach dem Zusammenbruch des Ancien Régime (1798) gehörte Aetigkofen während der Helvetik zum Distrikt Biberist und ab 1803 zum Bezirk Bucheggberg.

## Sehenswürdigkeiten
Im alten Ortskern sind einige charakteristische Bauernhäuser aus dem 16. bis 18. Jahrhundert erhalten. Aetigkofen besitzt keine eigene Kirche, es gehört zur Pfarrei Mühledorf.

## Wappen
Blasonierung
In Gelb auf grünem Dreiberg eine grüne Tanne mit rotem Stamm, im Schildhaupt beseitet von zwei roten fünfblättrigen Rosen mit gelbem Butzen
Die beiden Rosen spielen auf das Wappen der Grafen von Buchegg an.